# ピート・ドハーティ
ピーター・ダニエル・ドハーティ（Peter Daniell Doherty、1979年3月12日 - ）は、イギリス出身のミュージシャン、詩人。ザ・リバティーンズでの音楽活動によって最もよく知られている。ベイビー・シャンブルズのボーカリスト。スーパーモデルのケイト・モスとの交際や、周知のところとなった薬物問題などによって、タブロイド紙やニュース・メディアを大々的に賑わせることとなった。

## 幼少期
ピート・ドハーティはイングランドのノーサンバーランド州ヘキサムで、父方からユダヤ系の血を引く母ジャクリーンとアイルランド系の父ピーター・ジョン・ドハーティの間に生まれた3人の子供の第2子として生を受けた
。父がイギリス陸軍士官だったため、いくつかの陸軍駐屯地で育つこととなり、母や保母、2人の姉妹エイミー・ジョーやエミリーらとともにカターリックやベルファスト、西ドイツ、ベッドワース、ドーセット、ラルナカなどさまざまな駐屯地で幼少期を過ごした。学業成績は優秀で、ベッドワースのニコラス・チェンバレン中等学校におけるGCSE（General Certificate of Secondary Education 、中等教育修了一般試験）では11科目中5科目でA*（Aスター、最高点）、Aレヴェル（General Certificate of Education - Advanced Level 、高校卒業資格試験）では4科目ともパスしたうち2科目でAと、優秀な成績を収めている。16歳の時には詩のコンクールで入賞し、ブリティッシュ・カウンシルの主催したロシアへの訪問旅行にも参加した。
Aレヴェルの後に彼はロンドンにいた祖母のフラットへ移り（そうなる運命だと思っていたと彼は語っている）、ウィルズデン墓地で墓堀人夫の職に就くこととなったが、ほとんどの時間は墓石の上に座って本を読んだりものを書いたりして過ごした。
彼はロンドン大学を構成するカレッジの1つであるクイーン・メアリーで英文学を専攻したが、最初の1年で中退した。大学を離れてから、彼は友人のミュージシャン、カール・バラーとロンドンのフラットへ居を移した。バラーは、ドハーティの姉とブルネル大学でクラスメートであった。2004年、ドハーティはリバティーンズの仲間カール・バラーとともに、NMEが最もクールなアーティストを選出する "Cool List" の第1位に輝いた。翌年も彼は第6位に名を連ね、2006年5月10日には同じくNMEの世論調査による「偉大なロック・ヒーロー50人」の第2位に選ばれた。

## 経歴

### ザ・リバティーンズ

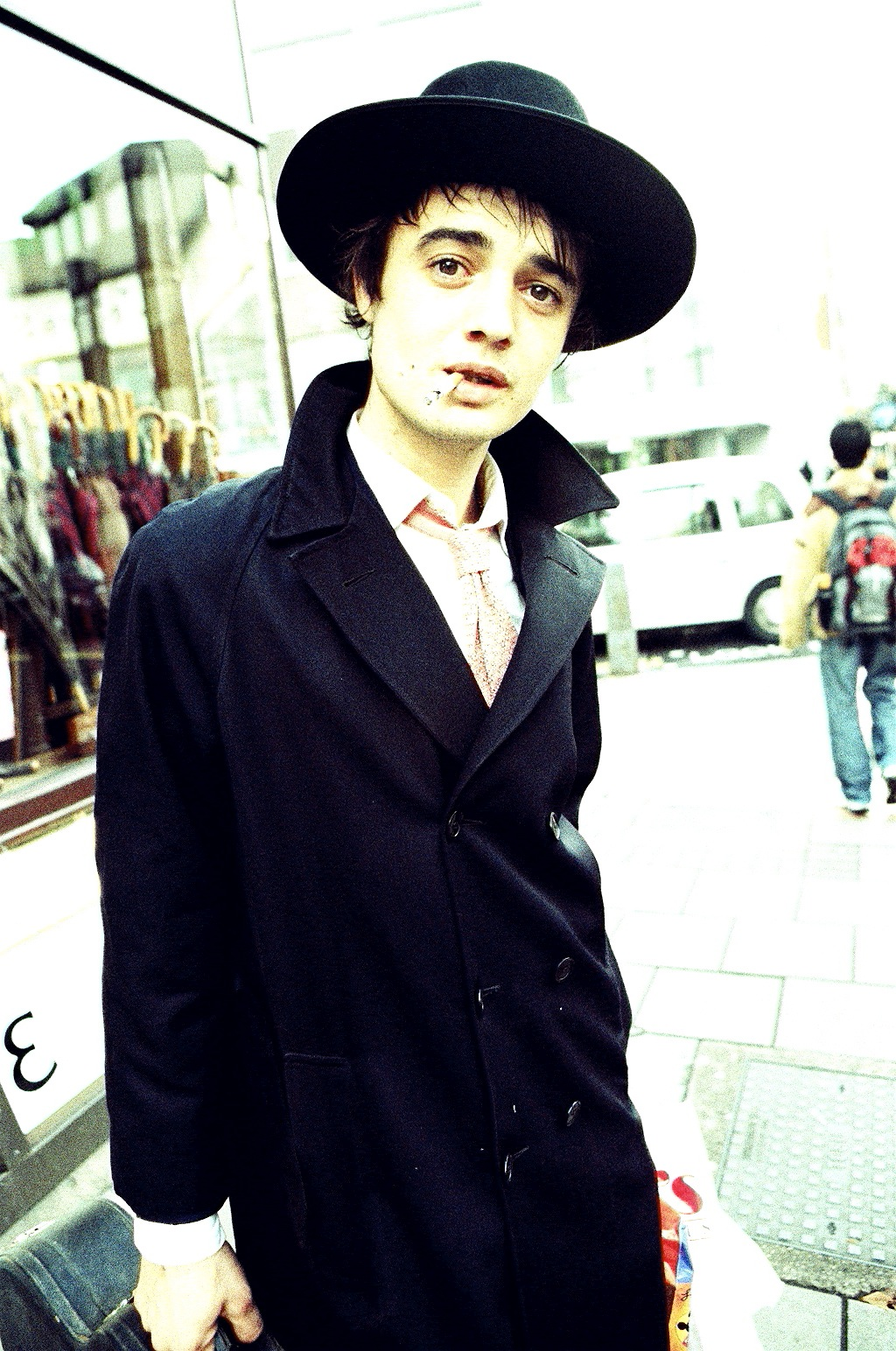
2005年撮影

ドハーティとバラーは1990年代後半にザ・リバティーンズという名のバンドを結成し、2002年にデビュー・アルバム『リバティーンズ宣言』をリリースするやいなや、メインストリームでの広範な成功を収めはじめた。
バンドは批評家筋から高く評価されて商業的にも成功し、カルト的とさえいえる支持を得た。特にドハーティは、ここ数年のイギリスの音楽シーンに現われた最も有望なソングライターの1人としてファンや批評家からの賞賛を浴びた。しかし、ドハーティの深刻さを増すドラッグ問題がバンドに亀裂をもたらした。2003年に、ドハーティがバラーの留守宅に押し入ったため強盗容疑で収監されるという事件が起こったのである
。
初めこそ2人はこの事件のために仲違いをしたが、ドハーティが入獄中に和解した。ドハーティに対する当初の宣告は6か月であったが、2か月に短縮された。裁判官は「本件に関して、拘留期間は正当なものであったと我々は考えているが、当然なされてしかるべき時機を得た答弁をする猶予期間が彼に与えられなかったことも事実である。したがって我々は彼が間を置かずに釈放されるよう考慮して、刑期を2か月に短縮することとした」との声明を発した。釈放されるとすぐに、ドハーティはバラーをはじめとするバンドのメンバーたちに合流してケント州チャタムのパブ "Tap 'n' Tin" でのギグを行なった。
バンドへの復帰後、ドハーティは自分のドラッグ中毒の治療を思い立った。彼は代替医学的な更生センターであるワット・タムクラボークへ通うこととした。これはタイにある寺院で、コカインやヘロインの中毒者に対する更生プログラムで有名な場所である。ここでドハーティは竹竿で打たれたり、吐気を催すような嫌な臭いのするハーブの調合薬を飲まされるという体験をした。結果としてドハーティは3日で音を上げてイングランドへ戻ったが
、このためにリバティーンズは出演の予定されていたワイト島フェスティバルおよびグラストンベリー・フェスティバルをキャンセルすることとなった。
しかし、リバティーンズの2枚目のアルバム（日本盤タイトルは『リバティーンズ革命』だが、原題はバンド名そのものの『The Libertines』である）は無事に完成して2004年6月に世に送り出されたものの、ドハーティはふたたびバンドを追われることとなった。バンド側はこの解雇の理由としてドハーティの治ることのない薬物中毒を挙げたが、ドハーティが中毒の治療に専念するのであればいずれは連れ戻したいという意思はあることを強調した。バラーはかつて、リバティーンズはドハーティが復帰するまで一時的に活動を休止するだけだと語っているが、2004年にドハーティが離脱した時点で事実上このバンドは解散した。メンバー全員が、その後に立ち上げた各自の新たなプロジェクトに専念している（イエティ、ダーティ・プリティ・シングスの項を参照）。
2007年4月12日、ピート・ドハーティとカール・バラーはロンドンのハックニー・エンパイア劇場でふたたび共演した。ドハーティのギグ "An Evening with Pete Doherty" のセカンド・セットにバラーがゲスト出演し、13曲をともに演奏したのである。再結成リバティーンズは「ホワット・ア・ウェイスター」、「デス・オン・ザ・ステアーズ」、「ザ・グッド・オールド・デイズ」、「ホワット・ケイティー・ディド」、「ディリー・ボーイズ」、「セブン・デッドリー・シンズ」、「フランス」、「テル・ザ・キング」、「ドント・ルック・バック・イントゥ・ザ・サン」、「ドリーム・ア・リトル・ドリーム・オブ・ミー」 、「タイム・フォー・ヒーローズ」、「アルビオン」、「ザ・デラニー」の全13曲を演奏した。

### コラボレーション
リバティーンズの解散に先立ち、ドハーティは友人でウルフマン名義のミュージシャンでもある詩人ピーター・ウルフとコラボレートしている。2人は2004年にシングル "For Lovers" をレコーディングしてチャートのトップ10入りを果たし、同年4月には7位を記録した。このシングルはイギリスの権威ある音楽賞「アイヴァー・ノヴェロ賞」にノミネートされるほど成功したにもかかわらず、ドハーティとウルフマンは比較的小額の収入しか得ることができなかった。すでにこの曲の版権をパブで安く売り払っていたためである。
2004年後半、ドハーティはイギリスの女性エレクトロニカ・デュオ、クライアント (Client) の楽曲 "Down to the Underground" にゲスト・ヴォーカルとして参加した。この曲はシングル "In It for the Money" のB面として2004年6月にリリースされ、クライアントのセカンド・アルバム "City" に収録された。
2005年にはイギリスのロック・バンド、リトランズ (Littl'ans) ともシングル "Their Way" で共演した。
2006年、ドハーティはストラマーヴィル（Strummerville 、ジョー・ストラマーの遺族と友人によって設立された、新しい音楽の創出や才能の発掘のための慈善団体）の運営資金募集のためのチャリティー・シングル "Janie Jones" に出演した。この曲には、他にもダーティ・プリティ・シングス、ウィー・アー・サイエンティスツ (We Are Scientists) 、ザ・クークス、ザ・ホロウェイズ (The Holloways) など多くのアーティストが出演している。
2006年8月には、ザ・ストリーツ名義で活動しているヒップホップ・アーティストのマイク・スキナーとドハーティが、ストリーツのアルバム "The Hardest Way to Make an Easy Living" の収録曲 "Prangin' Out" の新ヴァージョンをレコーディングしていると報じられた。

### ベイビーシャンブルズ

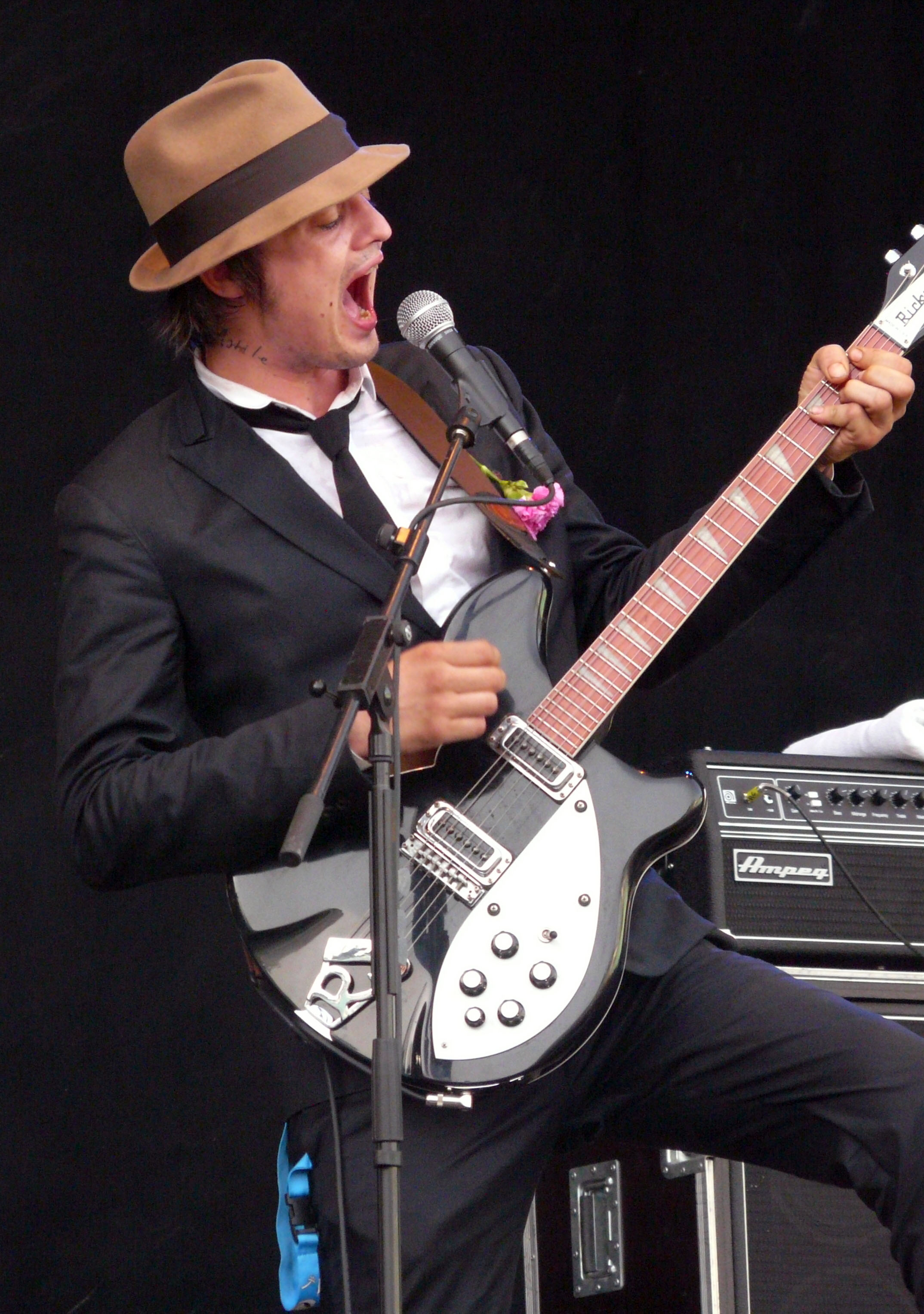
2008年、マドリードにて

ドハーティは、リバティーンズでの活動の終わりごろにベイビーシャンブルズを結成した。このバンドは2枚のスタジオ・アルバム『ダウン・イン・アルビオン』（"Down in Albion" 、2005年11月）と『ショッターズ・ネイション』（"Shotter's Nation" 、2007年10月）をリリースした。ツアーのスケジュールや作品のリリースも立てられたが、ドハーティがたびたび起こす法的問題によりしばしば中断された。バンドのラインナップも何度か変更されている。ドラマーのジェマ・クラークがドハーティの麻薬問題によってバンドを去り、アダム・フィセクが後任となった。またギタリストで共同作曲者のパトリック・ウォールデンもバンドを離れてミック・ウィフィナルが後を継いだ。
2006年8月、ベイビーシャンブルズはメジャー・レコード・レーベルのパーロフォンと契約し、2006年12月9日に "The Blinding EP" をリリースして高い評価を得た。その後2007年1月にはパーロフォンとの長期レコード契約にサインした。
2007年11月にベイビーシャンブルズははじめてのアリーナ・ツアーを行ない、マンチェスターのMENアリーナやノッティンガム・アリーナ、ボーンマス・インターナショナル・センター、ロンドンのウェンブリー・アリーナ、バーミンガムのナショナル・インドア・アリーナなどで演奏した。

### ゲリラ・ギグ、執筆とソロ作品
彼は単独で、また時にはバンドを引き連れて小さな会場で予告なしに演奏するという、リバティーンズ以来続けているゲリラ・ギグをしばしば行なう。2005年の大晦日に北ロンドンの自分のフラットで行なったゲリラ・ギグでは、ソロ作品をいくつか公開し、その多くが後にインターネットに流出した。2006年の3月31日および4月1日には、1月に行なう予定であったライヴが取り止めになったのを受けて、ヨーロッパ本土では初となる単独ギグを2ヵ所で行なったが、その場所はオーストリア、グラーツのポルノ映画館 "NonStop Kino" であった。これを機に、ドハーティは友人で "NonStop Kino" の所有者でもあるベッティナ・アイヒバウアーの提案で、自分の演奏中にスクリーンに映し出すための映像作品 "Spew It Out Your Soul" を制作した。
2006年6月、ドハーティは自分の日記を出版するためにオリオン・ブックスと契約したと発表した。この本は彼がこれまでに書いた詩や絵画、写真などを収めたものである。ドハーティの日記の多くはインターネットから自由に入手することが可能となっている。 "The Books Of Albion: The Collected Writings of Peter Doherty" と題されたこの本は2007年6月21日に刊行された。

### モデル活動
モデルであると同時に元フィアンセであったケイト・モスに倣い、ドハーティはロベルト・カバリの2007/08年秋冬シーズンのファッション広告キャンペーンのモデルを務めた。このときの写真はドハーティを普段以上に小奇麗かつハンサムに写したものとして評判を呼んだ。この1950年代風の写真は故マーロン・ブランドのイメージとも比較された。

### 俳優活動
2012年、俳優としてロマン派の作家、アルフレッド・ド・ミュッセの自伝的小説を映画化した「『詩人、愛の告白』（原題 Confession of a Child of the Century）」にオクターヴ役で主演した。ブリジット役はシャルロット・ゲンズブール。

## 薬物中毒と法的問題
ドハーティは麻薬の不法所持やその不正使用から引き起こされる、酩酊状態での運転や免停中の運転などといった揉め事のために、たびたび逮捕されている。この麻薬中毒のため、挙句の果てには投獄され、さまざまなリハビリ施設に通うこととなり、ステージでの演奏に悪影響を与えることさえあった。
彼の人生におけるドラッグの影響は、彼が自伝で認めているように、若い頃すでにドラッグ購入のための金を得るため、同性愛者相手の男娼や麻薬ディーラーとして働かざるを得なくなる事さえあるほど強いものであった。

## 影響
インタビューにおいて、ドハーティは愛読書としてジョージ・オーウェル『1984年』、グレアム・グリーン『ブライトン・ロック』、ジャン・ジュネ『花のノートルダム』、シャルル・ボードレール『悪の華』、オスカー・ワイルドの全集などを挙げている。また影響を受けた人物としてエミリー・ディキンソンやコメディアンのトニー・ハンコックなどにも触れている。ドハーティと彼の父はトニー・ハンコック鑑賞協会のメンバーだったこともある。ドハーティは初期の曲 "You're My Waterloo" でハンコックに言及し、ハンコックの名台詞 'Stone me!' への仄めかしを含ませている。しかし、文学や音楽に関する言及はドハーティが現在継続中の "Books of Albion" においてより多く見ることができる。彼はロマン派の詩人や、アルベール・カミュやミゲル・デ・ウナムーノといった実存主義的な思想家に対して特に重要性を置いている。またマルキ・ド・サドやトマス・ド・クインシーの作品についても触れている。ベイビーシャンブルズのアルバム『ダウン・イン・アルビオン』には "A Rebours" と題された曲が収録されているが、これはジョリス＝カルル・ユイスマンスの同名の小説『さかしま』 ("A rebours") からの強い影響下にある
。好きな映画は『うそつきビリー』（"Billy Liar" 、ジョン・シュレシンジャー監督、1963年）、『夜空に星のあるように』（"Poor Cow" 、ケン・ローチ監督、1967年）、『オー！ラッキーマン』（"O Lucky Man!" 、リンゼイ・アンダーソン監督、1973年）、映画版 "Steptoe and Son" （クリフ・オーウェン監督、1972年）といった1960年代から70年代にかけての作品である。音楽的な影響としては、ザ・ラーズのリー・メイヴァースやジ・オンリー・ワンズ (The Only Ones) 、ニューヨーク・ドールズ、ザ・ストゥージズ (The Stooges) 、バズコックス、チャス・アンド・デイヴ (Chas & Dave) などを挙げている。中でも特に好んでいるのはザ・スミスとザ・クラッシュである
。
またドハーティはザ・パディントンズ (The Paddingtons) やザ・ビューといった将来有望なイギリスのバンドへの支援も行なっている。
さらにドハーティはサッカークラブ、クイーンズ・パーク・レンジャーズの熱烈な支持者としても知られており、若いころには "All Quiet on the Western Avenue" と題したファン雑誌を刊行していたほどである。彼はこの雑誌をクラブのグラウンドで売り歩いたが、文学的な引用や詩やサッカー物語を混ぜ合わせたこの雑誌は、他のファンのあいだでは不評に終わった。
ドハーティがしばしば用いる詩的テーマの1つに、グレートブリテン島の古名である「アルビオン」がある。ドハーティは、規則も権力もない理想郷アルカディアへ向けて航海する船の名前としても「アルビオン」の名を用いている。ドハーティとバラーは、ロンドンのベスナル・グリーン、ティーズデール通り112aにあったフラットをシェアしていたが、この部屋は愛着を込めて「アルビオン・ルームズ」と名づけられていた（どちらかといえば荒れ放題ではあったが）。ドハーティは、詩やその他に思いついたことを書きとめた日記にも "Books of Albion" との表題を冠している。

## 家族と私生活
ドハーティには姉と妹がおり、それぞれエイミー・ジョーとエミリーという名前である。母ジャクリーン・ドハーティは看護婦で、ドハーティとの家族生活や彼のドラッグ問題について書いた本 "Pete Doherty: My Prodigal Son"(ISBN 978-0755316083) を出版している。ドハーティの父ピーター・ドハーティ・シニアは陸軍士官である。
ドハーティの父は、息子に対して真剣にリハビリに取り組むよう何度も説得を試みた後、2005年の初めには何度となく約束を破られるのに疲れ果て、ドハーティが完全にドラッグと手を切るまで息子には会わないと誓った。この問題をめぐってドハーティが神経過敏になっていることは、2006年11月12日に放映されたBBC Twoによるドキュメンタリー "Arena" のドハーティを描いた回において明らかとなった。この番組ではドハーティが自分の個人的生活のうちこの問題に関わる側面について語った場面などが含まれている。彼は目に見えて動揺し、ある所ではインタビュアーに対して礼儀正しくも撮影を中止するよう要請せざるを得なかった。2007年の10月には、 BBC Radio 4 の番組 "Front Row" において、音信不通だった父がリハビリ中の彼を訪ねてきて、3年ぶりに和解したとドハーティは語っている。
ドハーティはケイト・モスと交際し、しばしばプレスの報道の種となって世間を騒がせた。2人は2005年1月、モスの31回目の誕生日に出会い、それ以来くっついたり離れたりを繰り返す関係をもってきた。モスはドハーティのショーでときおり歌ったりもしている。2007年4月11日、モスも出演したロンドンのハックニー・エンパイア劇場におけるドハーティ初の単独ギグの公演中、彼はモスを自分のフィアンセとして発表した
。ドハーティは2007年の夏のあいだにモスとの結婚を予定していた。しかし、2007年7月以降2人は関係を解消している。
2007年の10月に、ドハーティはファッション・モデルのイリナ・ラザレアヌとごく短期間ながら婚約していた
。
ドハーティには、歌手のリサ・ムーリッシュ (Lisa Moorish) との間にアスタイルという名の息子がいる。

## ディスコグラフィ

### ザ・リバティーンズでのアルバム
- リバティーンズ宣言 ("Up the Bracket") （2002年）イギリス35位、フランス120位
- リバティーンズ革命 ("The Libertines") （2004年）イギリス1位、アメリカ111位、フランス27位

### ベイビーシャンブルズでのアルバム
- ダウン・イン・アルビオン ("Down in Albion") （2005年11月14日）イギリス10位
- ショッターズ・ネイション ("Shotter's Nation") （2007年10月1日）イギリス5位、フランス17位

### ソロ・アルバム
- グレイス・ウェイストランズ ("Grace/Wastelands") (2009年3月) イギリス17位

### シングル
- "For Lovers" (Wolfman featuring Pete Doherty) （2004年4月12日）イギリス7位
- "Their Way" (Littl'ans featuring Pete Doherty) （2005年10月17日）イギリス22位
- "Prangin' Out" (ザ・ストリーツ featuring Pete Doherty) （2006年9月25日）イギリス25位

『グレイス・ウェイストランズ』より
- ラスト・オブ・ザ・イングリッシュ・ローゼズ （2009年3月9日） イギリス67位、アメリカ10位

### その他
- ダウン・トゥー・ザ・アンダーグラウンド (Client, featuring Pete Doherty). アルバム 『シティ』 ("City") より

## ビブリオグラフィ
- "The Books of Albion: The Collected Writings of Peter Doherty" (Orion Books; ISBN 0-752-88591-X) （2007年）